# Afghanische Cricket-Nationalmannschaft in Bangladesch in der Saison 2021/22
Die Tour der afghanischen Cricket-Nationalmannschaft nach Bangladesch in der Saison 2021/22 fand vom 23. Februar bis zum 5. März 2022 statt. Die internationale Cricket-Tour war Bestandteil der Internationalen Cricket-Saison 2021/22 und umfasste drei One-Day Internationals und zwei Twenty20s. Die ODIs waren Teil der ICC Cricket World Cup Super League 2020–2023. Bangladesch gewann die ODI-Serie 2–1, während die Twenty20-Serie 1–1 unentschieden endete.

## Vorgeschichte
Bangladesch bestritt zuvor eine Tour in Neuseeland, Afghanistan gegen die Niederlande in Katar. Das letzte Aufeinandertreffen der beiden Mannschaften bei einer Tour fand in der Saison 2019/20 in Bangladesch statt.

## Stadien
Die folgenden Stadien wurden für die Tour als Austragungsort vorgesehen.
| Stadion                                | Stadt      | Kapazität | Spiele      |
| -------------------------------------- | ---------- | --------- | ----------- |
| Zohur Ahmed Chowdhury Stadium          | Chittagong | 22.000    | 1. – 3. ODI |
| Sher-e-Bangla National Cricket Stadium | Dhaka      | 26.000    | 1. & 2. T20 |

## Kaderlisten
Afghanistan benannte seine Kader am 14. Februar 2022.
Bangladesch benannte seine Kader am 14. Februar 2022.
| ODI | ODI | Twenty20 | Twenty20 |
| Bangladesch | Afghanistan | Bangladesch | Afghanistan |
| --- | --- | --- | --- |
| - Tamim Iqbal (K) - Nasum Ahmed - Taskin Ahmed - Yasir Ali - Litton Das - Mehidy Hasan Miraz - Shakib Al Hasan - Afif Hossain - Ebadot Hossain - Shoriful Islam - Mahmudul Hasan Joy - Mahmudullah - Mushfiqur Rahim - Mustafizur Rahman - Najmul Hossain Shanto | - Hashmatullah Shahidi (K) - Rahmat Shah (VK) - Fareed Ahmad - Yamin Ahmadzai - Ikram Alikhil - Fazalhaq Farooqi - Rahmanullah Gurbaz - Riaz Hassan - Rashid Khan - Azmatullah Omarzai - Mohammad Nabi - Gulbadin Naib - Mujeeb Ur Rahman - Shahidullah - Ibrahim Zadran - Najibullah Zadran | - Mahmudullah (K) - Nasum Ahmed - Taskin Ahmed - Yasir Ali - Litton Das - Mahedi Hasan - Nurul Hasan - Shakib Al Hasan - Afif Hossain - Shohidul Islam - Shoriful Islam - Mohammad Naim - Mushfiqur Rahim - Mustafizur Rahman - Munim Shahriar | - Mohammad Nabi (K) - Fareed Ahmad - Qais Ahmad - Sharafuddin Ashraf - Fazalhaq Farooqi - Usman Ghani - Rahmanullah Gurbaz - Karim Janat - Rashid Khan - Nijat Masood - Azmatullah Omarzai - Mujeeb Ur Rahman - Darwish Rasooli - Najibullah Zadran - Afsar Zazai - Hazratullah Zazai |

## One-Day Internationals

### Erstes ODI in Chittagong
| 23. Februar Scorecard | Chittagong | Afghanistan | – | Bangladesch |
|                       |            |             |   |             |

Afghanistan gewann den Münzwurf und entschied sich als Schlagmannschaft zu beginnen. Eröffnungs-Batter Ibrahim Zadran konnte zusammen mit Rahmat Shah eine Partnerschaft über 45 Runs erzielen, bevor Zadran nach 19 Runs ausschied. Ihm folgte Kapitän Hashmatullah Shahidi und nachdem Shah nach 34 Runs ausschied konnte sich Najibullah Zadran etablieren. Shahidi schied nach 28 Runs aus und an der Seite von Zadran konnte Mohammad Nabi 20 Runs und Gulbadin Naib 17 Runs erzielen. Nachdem Zadran nach einem Half-Century über 67 Runs sein Wicket verlor konnten die verbliebenen Batter die Vorgabe auf 216 Runs erhöhen, bevor das letzte Wicket im 50. Over fiel. Bester Bowler für Bangladesch war Mustafizur Rahman mit 3 Wickets für 35 Runs. Für Bangladesch hatten die Batter zunächst Schwierigkeiten sich zu halten. Shakib Al Hasan konnte 10 Runs erreichen, aber erst mit Afif Hossain und Mehidy Hasan Miraz konnten sich Batter etablieren. Diese konnten eine Partnerschaft über 174* Runs erreichen und so die Vorgabe im vorletzten Over einholen. Dabei erzielte Hossain 93 Runs und Miraz 81 Runs. Bester Bowler für Afghanistan war Fazalhaq Farooqi mit 4 Wickets für 54 Runs. Als Spieler de Spiels wurde Mehidy Hasan Miraz ausgezeichnet.

### Zweites ODI in Chittagong
| 25. Februar Scorecard | Chittagong | Bangladesch 306-4 (50)          | – | Afghanistan 218 (45.1) |
|                       |            | Bangladesch gewinnt mit 88 Runs |   |                        |

Bangladesch gewann den Münzwurf und entschied sich als Schlagmannschaft zu beginnen. Von den Eröffnungs-Battern konnte sich Litton Das etablieren und an seiner Seite Tamim Iqbal 12 Runs und Shakib Al Hasan 20 Runs erzielen, bevor er Mushfiqur Rahim als Partner fand. Zusammen errangen sie eine Partnerschaft über 202 Runs, bevor Das nach einem Century über 136 Runs aus 126 Bällen sein Wicket verlor. Ein ball später schied auch Rahim nach einem Fifty über 86 Runs aus. Zum Ende des Innings konnten Mahmudullah (6* Runs) und Afif Hossain (13* Runs) die Vorgabe auf 307 Runs erhöhen. Bester Bowler für Afghanistan war Fareed Ahmad mit 2 Wickets für 56 Runs. Für Afghanistan konnte sich Eröffnungs-Batter Rahmat Shah etablieren und fand mit dem fünften Schlagmann Najibullah Zadran einen Partner, mit dem er zusammen 89 Runs erreichte. Nachcem Shah nach einem Half-Century über 52 Runs ausschied und Zadran nach 54 Runs, konnte Mohammad Nabi 32 Runs erzielen und Rashid Khan 29. Afghanistan verlor dann im 46. over sein letztes Wicket ohne die Vorgabe erreichen zu können. Beste Bowler für Bangladesch waren Taskin Ahmed mit 2 Wickets für 31 Runs und Shakib Al Hasan mit 2 Wickets für 38 Runs. Als Spieler des Spiels wurde Litton Das ausgezeichnet.

### Drittes ODI in Chittagong
| 28. Februar Scorecard | Chittagong | Bangladesch 192 (46.5)            | – | Afghanistan 193-3 (40.1) |
|                       |            | Afghanistan gewinnt mit 7 Wickets |   |                          |

Bangladesch gewann den Münzwurf und entschied sich als Schlagmannschaft zu beginnen. Von den bangladeschischen Eröffnungs-Battern konnte sich Litton Das etablieren und an seiner Seite Shakib Al Hasan 30 Runs erzielen. Nachdem Mahmudullah aufs Feld kam verlor Das sein Wicket nach einem Half-Century über 86 Runs. An der Seite von Mahmudullah schaffte es sich kein Spieler mehr zu etablieren und so verlor Bangladesch das letzte Wicket im 47. Over als Mahmudullah bei 29* Runs stand. Bester Bowler für Afghanistan war Rashid Khan mit 3 Wickets für 37 Runs. Für Afghanistan konnten die Eröffnungs-Batter Rahmanullah Gurbaz und Riaz Hassan eine Partnerschaft über 79 Runs erzielen, bevor Hassan nach 35 Runs ausschied. Ihm folgte Rahmat Shah mit dem Gurbaz eine Partnerschaft über 100 Runs erreichte, von denen Shah 47 Runs erzielte. Gurbaz konnte sie Vorgabe von Bangladesch im 41. Over einholen, nachdem er selbst ein ungeschlagenes Century über 106 Runs aus 110 Bällen erreicht hatte. Bester bangladeschischer Bowler war Mehidy Hasan Miraz mit 2 Wickets für 37 Runs. Als Spieler des Spiels wurde Rahmanullah Gurbaz ausgezeichnet.

## Twenty20 Internationals

### Erstes Twenty20 in Dhaka
| 3. März Scorecard | Dhaka | Bangladesch 155-8 (20)         | – | Afghanistan 94 (17.4) |
|                   |       | Bangladesch gewann mit 61 Runs |   |                       |

Bangladesch gewann den Münzwurf und entschied sich als Schlagmannschaft zu beginnen. Von den Eröffnungs-Battern konnte Munim Shahriar 17 Runs erzielen, bevor sich der dritte Schlagmann Litton Das etablieren konnte. Dieser fand mit Afif Hossain einen Partner und konnte mit ihm zusammen 46 Runs erzielen. Das schied dann nach einem Half-Century über 60 Runs aus und kurz darauf auch Hossain nach 25 Runs. Die verbliebenen Batter erhöhten die Vorgabe für Afghanistan auf 156 Runs. Beste afghanische Bowler waren Fazalhaq Farooqi mit 2 Wickets für 27 Runs und Azmatullah Omarzai mit 2 Wickets für 31 Runs. Für Afghanistan konnte sich erst der vierte Schlagmann, Najibullah Zadran, etablieren. An seiner Seite erzielte Kapitän Mohammad Nabi 16 Runs, bevor Azmatullah Omarzai aufs Feld kam. Zdran schied in der Folge nach 27 Runs aus, während Omarzai 20 Runs erzielen konnte, was jedoch nicht ausreichte, um die Vorgabe einzuholen. Beste Bowler für Bangladesch waren Nasum Ahmed mit 4 Wickets für 10 Runs und Shoriful Islam mit 3 Wickets für 29 Runs. Als Spieler des Spiels wurde Nasum Ahmed ausgezeichnet.

### Zweites Twenty20 in Dhaka
| 5. März Scorecard | Dhaka | Bangladesch 115-9 (20)            | – | Afghanistan 121-2 (17.4) |
|                   |       | Afghanistan gewinnt mit 8 Wickets |   |                          |

Bangladesch gewann den Münzwurf und entschied sich als Schlagmannschaft zu beginnen. Eröffnungs-Batter Mohammad Naim und der dritte Schlagmann Litton Das konnten jeweils 13 Runs erzielen. Daraufhin konnte Mushfiqur Rahim zusammen mit Kapitän Mahmudullah eine Partnerschaft über 43 Runs ausbauen. Mahmudullah schied nach 21 Runs aus und Rahim erreichte 30 Runs. Die verbliebenen Batter erhöhten ie Vorgabe auf 116 Runs. Beste Bowler waren mit jeweils 3 Wickets Fazalhaq Farooqi für 18 Runs und Azmatullah Omarzai für 22 Runs. Für Afghanistan konnte sich Eröffnungs-Batter Hazratullah Zazai etablieren und mit dem dritten Schlagmann Usman Ghani eine Partnerschaft über 99 Runs erzielen. Ghani schied nach 47 Runs aus und Zazai konnte die Vorgabe ungeschlagen nach 59* Runs erreichen. Die bangladeschischen Wickets erzielten Mahmudullah und Mahedi Hasan. Als Spieler des Spiels wurde Azmatullah Omarzai ausgezeichnet.

## Auszeichnungen

### Player of the Series
Als Player of the Series wurden der folgende Spieler ausgezeichnet.
| Serie   | Player of the Series |
| ------- | -------------------- |
| ODI     | Litton Das           |
| Tweny20 | Fazalhaq Farooqi     |

### Player of the Match
Als Player of the Match wurden die folgenden Spieler ausgezeichnet.
| Spiel       | Player of the Match |
| ----------- | ------------------- |
| 1. ODI      | Mehidy Hasan Miraz  |
| 2. ODI      | Litton Das          |
| 3. ODI      | Rahmanullah Gurbaz  |
| 1. Twenty20 | Nasum Ahmed         |
| 2. Twenty20 | Azmatullah Omarzai  |